# イリュリア戦争
イリュリア戦争（イリュリアせんそう、ラテン語: Bella Illyrica、英語: Illyrian Wars）は、紀元前229年から紀元前168年の間に3度に渡って行われた、共和政ローマとイリュリア人（アルディアエイ族）との間の戦いである。

## 第一次イリュリア戦争

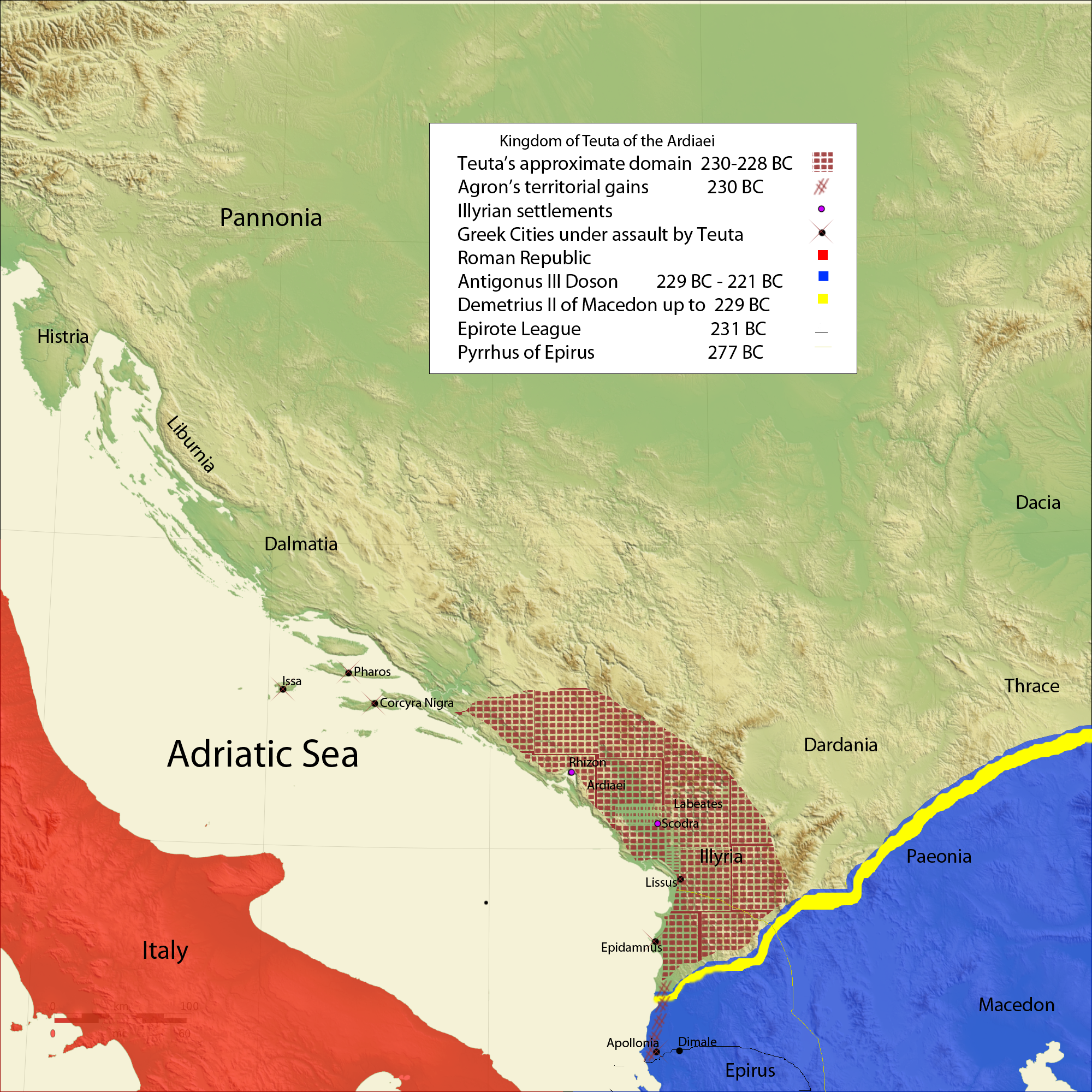
第一次イリュリア戦争勃発時
赤：共和政ローマ、青：マケドニア王国、赤網：イリュリア王国

第一次イリュリア戦争は紀元前229年から紀元前228年の間に行われた戦いである。第一次ポエニ戦争の後、アドリア海を挟んだ交易が活発になったローマにとって、女王テウタの下で勢力を付けたイリュリア王国の海賊行為は切実な問題であった。共和政ローマはイリュリア王国に使節を送り海賊行為を取り締まるよう要求したが、逆に女王の命により大使が暗殺されてしまう。また、ローマの保護下にあるイタリア人の商船が攻撃を受けるに至り、共和政ローマは2名の執政官ルキウス・ポストゥミウス・アルビヌスとグナエウス・フルウィウス・ケントゥマルスが率いるローマ艦隊を差し向け、第一次イリュリア戦争が開始された。ローマ軍はアドリア海沿岸のギリシア人植民都市エピダルム、アポロニア、コルキラ、ファロス島などからイリュリア人を追い払い、ローマの保護領とするとともにファロスのデメトリウスを新たなイリュリア王国の王に据えた。

## 第二次イリュリア戦争

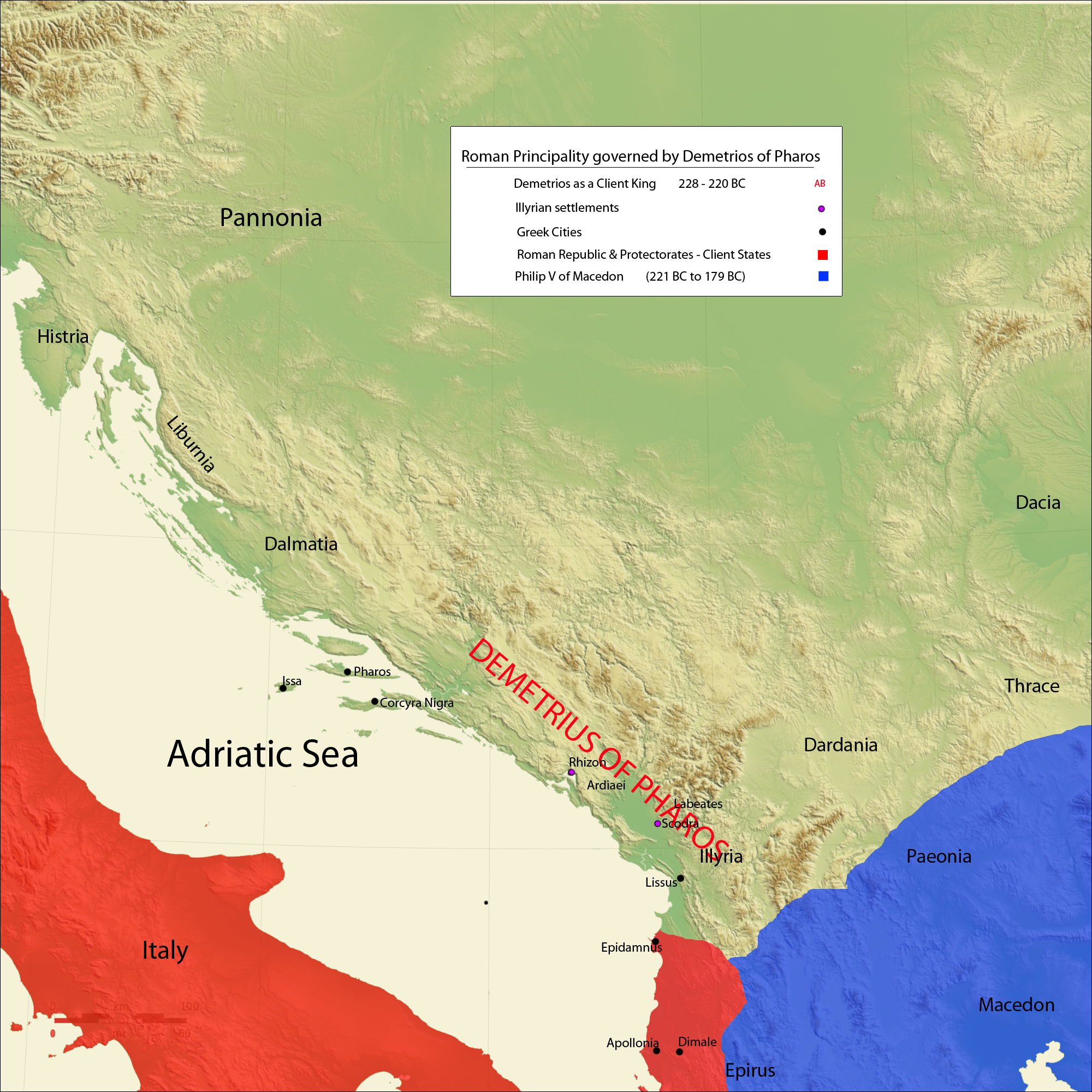
第二次イリュリア戦争勃発時
赤：共和政ローマ、青：マケドニア王国

第二次イリュリア戦争は紀元前220年から紀元前219年の間に行われた戦いである。この時期は、共和政ローマは第二次ポエニ戦争でカルタゴと、またガリア・キサルピナでケルト人とも戦っていた。アドリア海を制圧するローマの軍事力が手薄になったのを好機として、イリュリア王国の王デメトリウスは90隻の軍船を建造し、ローマに対して戦いを挑む。イリュリア艦隊は、最初にピュロスを襲い50隻の船を拿捕した。デメトリウスはイリュリア艦隊を2分し、1隊にアドリア海を越えてペロポネソス半島の東側にあるキクラデス諸島を攻めさせる。ローマの執政官ルキウス・アエミリウス・パウルス率いるローマ艦隊は、イリュリアの守りが薄くなったこの好機を逃さず、アドリア海沿岸の要塞都市ディマラムやパロスを襲い陥落させる。ローマ軍はイリュリア艦隊を追い詰め、デメトリウスはマケドニア王国のピリッポス5世を頼り同国に亡命した。

## 第三次イリュリア戦争
第三次イリュリア戦争は紀元前168年に行われた戦いである。イリュリアの王ゲンティウスは、紀元前171年に勃発した第三次マケドニア戦争でローマ側の軍勢に加わっていた。しかし紀元前169年になり、突如としてローマに反旗を翻しマケドニア王国のペルセウスに与する。紀元前168年、ゲンティウスは共和政ローマの統治下にあったアポロニアとディラキウムの街を破壊するとともに、2名のローマの使節を捕虜とした。ここに第三次イリュリア戦争が勃発する。ゲンティウスはローマの司令官（プロプラエトル）ルキウス・アニキウス・ガッルス率いる軍団に敗れ捉えられ、紀元前167年にローマで行われたアニキウス・ガッルスの凱旋式において捕虜として見世物にされた。